# Ovidiu Burcă
Ovidiu Nicușor Burcă (n. 16 martie 1980, Slatina, Olt, România) este un fotbalist român retras din activitate, care a jucat pe post de fundaș central la echipe ca Energie Cottbus, Dinamo și Progresul. Pe plan internațional, are prezențe la națională pentru România Sub-21. După încheierea carierei, a devenit antrenor, și a antrenat, printre altele, Dinamo, Slatina și Rapid II.

## Cariera de jucător

### Junior
Burcă și-a început cariera de junior la Școala de Fotbal Gică Popescu.

### CS Emelec
Cariera profesională și-a început-o la CS Emelec, în prima ligă din Ecuador, unde a reușit să strângă 6 apariții.

### JET United
Un an mai târziu japonezii de la JET United l-au remarcat și l-au cumpărat. Burcă a evoluat doar de 4 ori.

### Ventforet Kofu
Cele 4 apariții au fost de ajuns pentru a le atrage atenția scouterilor de la Ventforet Kofu care l-au cumpărat imediat. Burcă a reușit să marcheze o dată în cele 16 partide pe care le-a jucat pentru echipa japoneză.

### Universitatea Craiova
După un an în Ecuador și doi în Japonia, Burcă s-a reîntors în țara natală pentru a evolua la FC Universitatea Craiova, la care a jucat 25 de meciuri.

### Dinamo
După primul an al său ca fotbalist profesionist în România, Burcă s-a transferat la Dinamo București, club care a fost impresionat de performanțele sale de la Craiova. Acesta a câștigat cu trupa din Ștefan cel Mare Liga I în sezonul 2003-2004.

### Energie Cottbus
În iunie 2007, echipa din Bundesliga Energie Cottbus a anunțat că Burcă a semnat un contract pe 3 sezoane cu gruparea nemțească. După o accidentare foarte gravă, Burcă nu a putut evolua în primul său sezon în Germania. Revenind, acesta a devenit un jucător foarte important pentru nemți și l-au numit căpitan în 2009.

### Împrumutul la Beijing Guoan
După ce și-a revenit din accidentare, Cottbus l-au împrumutat în China la Beijing Guoan, unde a marcat un gol în 15 partide.

### Poli Timișoara
După ce i-a expirat contractul cu Energie Cottbus, Burcă a preferat să revină în România la Poli Timișoara, echipă care evolua în Liga I, semnând un contract pe 1 sezon. Fostului căpitan de la Cottbus i s-a oferit tricoul cu numărul 25. Și-a făcut debutul în Europa League într-o înfrângere cu 2-0 contra lui Manchester City.

### Rapid
În 2011, Burcă a semnat un contract cu Rapid. Acesta însă a jucat mult la echipa a doua, reziliindu-și contractul cu bucureștenii și din cauza problemelor grave financiare, acesta nefiind plătit de jumătate de an.

## Activitatea după retragerea din fotbal
Ovidiu Burcă și-a încetat oficial activitatea sportivă după rezilierea contractului cu Rapid, din 2011. În 2014, acesta a revenit în fotbal, ca manager sportiv al clubului Oțelul Galați, controlat la acea vreme de miliardarul Dan Adamescu și aflat în insolvență în 2015, acesta a părăsit gruparea gălățeană, pentru a fi numit președinte al clubului Rapid, club care se afla, de asemenea, în insolvență la acea vreme. 
În 2017, Ovidiu Burcă a revenit oficial în fotbal ca manager al noului proiect Academia Rapid și a devenit apoi și acționar al acestuia. După ce s-a retras din funcție în martie 2018 în favoarea lui Nicușor Stanciu, Burcă a revenit în iunie 2019 ca președinte.

## Cariera de antrenor
În vara anului 2020, Burcă a renunțat la funcția de președinte al clubului Rapid și a devenit antrenor al echipei sub 19 ani a alb-vișiniilor. Ulterior, în ianuarie 2021, a preluat banca tehnică a echipei Rapid II.
La 13 septembrie 2021, Burcă a fost numit antrenor principal al echipei CSM Slatina din orașul său natal.
În 2022, a promovat cu CSM Slatina în Liga II, dar după promovare s-a despărțit de echipa slătineană și a semnat cu Dinamo București.
În același sezon în care a semnat cu Dinamo București, a reușit să promoveze echipa din nou în SuperLiga României, după o absență de un sezon. Însă din cauza evoluțiilor modeste în sezonul 2023-24 al Ligii I, echipa obținând doar 10 puncte în 17 etape, înregistrând 2 victorii, 4 egaluri și 11 înfrângeri, Clubul Dinamo a reziliat de comun acord contractul cu Burcă.
A revenit într-o poziție de antrenor în noiembrie 2024 când a semnat un contract cu FC Voluntari. În ianuarie 2025 a revenit în Liga I, la Oțelul Galați, dar a părăsit echipa după doar două luni și jumătate.

## Trofee

### Club
Dinamo
- Liga I: 2003-2004
- Cupa României: 2002-2003, 2003-2004, 2004-2005

## Legături externe
- Materiale media legate de Ovidiu Burcă la Wikimedia Commons
- Ovidiu Burcă la romaniansoccer.ro
- de Ovidiu Burcă la fussballdaten.de
- Ovidiu Burcă la worldfootball.net